# Ormosia legata
Ormosia legata là một loài ruồi trong họ Limoniidae. Chúng phân bố ở miền Tân bắc.